# 唐城镇
唐城镇，是中华人民共和国山西省临汾市安泽县下辖的一个乡镇级行政单位。区域面积176.55平方千米。

## 行政区划
唐城镇下辖以下地区：
唐城村、固县村、井上村、议宁村、李家沟村、冯子节村、庞必村、犁八沟村、南湾村、亢驿村、东湾村、北三交村和上庄村。